# Liu Yumin
Liu Yumin (xinès simplificat:刘玉民) (Jinan 1951 -) poeta, escriptor i dramaturg xinès. Guanyador del Premi Mao Dun de Literatura de l'any 1997 per la seva novel·la 骚动之秋 (Unsettled Autumn).

## Biografia
Liu Yumin va néixer el 1951 a Jinan, província de Shandong (Xina).El seu pare va morir jove i la seva va morir durant la Revolució Cultural. Va estudiar a Rongcheng i va viure un cert temps en comunes populars. El 1970 va ingressar a l'Exèrcit Popular d’Allberament.
A la província de Shandong va ocupar diversos càrrecs, com el vicepresident de la Federació de cercles literaris i artístics de Jinan, president de la Jinan Writers Association, vicepresident de la Federació Literària de Shandong, cap adjunt del grup de cultura de la Conferència Consultiva Política Provincial.

## Obres destacades

### Teatre
- The Sunlight (呼唤阳光)
- The Four Women (四个女人两台戏)
- The Yellow River (黄河之水天上来)

### Novel·les
- Unsettled Autumn (骚动之秋)
- The Shofar (羊角号)
- Guolongbing (过龙兵)
- Journey to the East (八仙东游记)

### Reportatges
- The Dream of City (都市之梦)
- Biography of the Oriental Man (东方奇人传)

### Poesia
- Loving You Every Day (爱你生命的每一天)
- Shandong Zhuzhi Poem (山东竹枝词)